# Passchier Borreman
Passchier Borreman (Brussel, ca. 1470 - aldaar, na 1537) was een beeldsnijder werkzaam in de stijl van de laatgotiek en de noordelijke renaissance.

## Naamvarianten
Zijn voornaam komt voor als Passier, Paschier en Passchier (in het Frans Pasquier), zijn familienaam als Borre, Borreman en met genitief-s Borremans.

## Leven
Aangenomen wordt dat Passchier de zoon is van beeldsnijder Jan (II) Borreman en de broer van Jan (III) Borreman. Hij werd in 1492 ingeschreven in het Brusselse ambacht der Vier Gekroonden als gheboren poirtere. Hij werkte mee aan verschillende realisaties van zijn vader. In een tijdspanne die loopt van 1509 (werk voor de Sint-Elooikapel) tot 1537 (werk voor de kerk van het Sint-Pietersgasthuis in Brussel), maakte hij een groot aantal werken, waarvan de meeste verloren zijn gegaan. Na 1537 is hij niet meer in de bronnen gedocumenteerd.
Afgaand op de bedragen die voor zijn werk werden neergelegd, was hij een onderlegd en gewaardeerd kunstenaar.

## Werk

### Tot 1510
Borreman was een van de ambachtslieden die in 1509/10 de opdracht ontving een houten ontwerp te maken voor de koperen beelden op de afsluiting van het Baliënplein van het Brusselse Paleis op de Koudenberg, die de inspiratiebron werd voor de aanleg van het Kleine-Zavelplantsoen. Borreman ontving hiervoor 8 stuivers. Hoe gering ook, dit bedrag geeft aan dat de beeldensnijder enige waardering moet hebben genoten. Voldoende om ertoe te worden genood tot een onderneming van die omvang bij te dragen. De uitvoering was toevertrouwd aan de meest vooraanstaande beeldhouwer van de toenmalige Nederlanden, Jan Borreman de Oude.
Op 5 november 1509 werd hem de opdracht gegeven drie poincten (versieringen) te snijden voor het retabel van de kapel van het Broederschap van Sint-Elooi. Het Sint-Pietersgasthuis verleent hem een soortgelijke opdracht in 1517/18. Hij werd belast met het snijwerk van vier versieringen voor de onderbouw van het retabel van Sint-Pieter. Hij voerde daarnaast ook herstellingswerken uit aan hetzelfde kunstwerk. Hiervoor ontving hij twee pond, vijf schelling en zes denier groot.

### Tot 1520
Het bijzondere niet-gepolychromeerde retabel van Sint-Crispijn en Sint-Crispiniaan in de Sint-Waldetrudiskerk van Herentals is door Borreman getekend op twee figuren. Het is daarmee overigens ook een van de weinige overgebleven gesigneerde houtgesneden retabels uit die tijd. Het wordt om en nabij 1520 gedateerd. Het ontwerp zou door een schilder kunnen zijn geleverd. Dat een veelkleurige beschildering ontbreekt, zou te wijten kunnen zijn aan een onverantwoordelijke schoonmaak in latere tijden, geldgebrek van de opdrachtgever of de esthetische overweging dat het toch wel bijzonder fijn uitgewerkte snijwerk beter niet zou worden beschadigd.
Het eikenhouten Mariaretabel in de Sint-Gorikskerk van Boussu wordt toegeschreven aan Passchier Borreman en gedateerd rond 1520. Twaalf beeldjes, in 1914 afgebroken door dieven, kwamen in de 21e eeuw in het bezit van het Museum Boijmans Van Beuningen. Boussu maakt aanspraak op de teruggave van deze sculpturen en liet er in 2019 beslag op leggen.
In 1522/23 maakte hij voor de kapel van het Brusselse Sint-Pietersgasthuis een retabel met het beeld van de Maagd Maria, waarvoor hem vier pond en zestien stuivers groot werd uitbetaald, naast vier stuivers drinkgeld voor zijn medewerkers. Het volgende jaar ontving hij opnieuw vier pond groot voor soortgelijk werk en vanwege het plaatsen of maken van een ander retabel voor het altaar van Sint-Paulus. In 1524/25 is hem nog twaalf stuivers groot uitbetaald voor werken uitgevoerd aan het eerste retabel, waarover geen overeenstemming was bereikt.
Het jaar 1529/30 besteedde hij aan de uitvoering van een retabel voor het Heilig Sacrament van dezelfde kerk. Hij ontving zestig Rijngulden voor dit werk dat, aan de prijs te oordelen, erg belangrijk was. Zijn medewerkers ontvingen drinkgeld ter waarde van zeven stuivers. De zandstenen voet waarop het retabel rustte was geleverd door Hendrik van Hoolaer. Philibert Beeckmans maakte het ontwerp in de loop van 1529/30. Ook Jan Tons was als schilder bij deze opdrachten voor het Sint-Pietersgasthuis betrokken.
Uit de archieven kan worden opgemaakt dat Passchier in 1530/31 nog een opdracht kreeg voor twee beelden voor het altaar van de Maagd in dezelfde kapel en voor de beschildering van het beeld van een wilde, onder het retabel. Dat jaar voegde hij aan de preekstoel nog twee evangelisten toe, die er tot dan aan ontbraken, sneed hij een Heilige Catharina voor het retabel en maakte het ontwerp voor een hek rond het retabel. Dit hek werd gegoten door Gilles van den Eynde. Het woog 114 pond en de Mechelse gieter kreeg er vier pond en tien schellingen groot voor.

### Tot 1530
Borreman werkte opnieuw voor het Brusselse Sint-Pietersgasthuis in 1533/34. Dat jaar vervaardigde hij een retabel voor het Sint-Paulusaltaar in de kerk.
De laatste vermelding van Passchier in archiefstukken dateert van 1536/37, wanneer zijn naam opduikt in de rekeningen van het Sint-Pietersgasthuis. Hij maakte toen de beelden voor de nieuwe preekstoel, waarvoor Jan van Craynhem het timmerwerk leverde. Borreman ontving voor zijn bijdrage tien Rijngulden.
Ofschoon zijn naam daarna niet meer in de rekeningen van het Sint-Pietersgasthuis voorkomt, kan hieruit niet worden afgeleid dat hij rond die tijd zou zijn gestorven. De boekhouding maakt vanaf 1537 gewoon geen melding meer van de werkzaamheden in de kerk.
Van alle hierboven vermelde werken is geen enkele bewaard gebleven, op dat in Herentals na. Borreman is soms wel op stilistische gronden het Mariaretabel van de Onze-Lieve-Vrouwekerk van Onze-Lieve-Vrouw-Lombeek toegeschreven.

## Voetnoten
1. ↑  G.J. Dodd, Notes relatives à l'histoire des arts dans les Pays-Bas, in: Revue d'histoire et d'archéologie, 1859, blz. 425.
2. ↑  Alex. Pinchart, Archives des Arts, des Sciences et des Lettres, in: Messager des sciences historiques, ou archives des arts et de la bibliographie de Belgique, Vanderhaeghen, Gent, 1858, blz. 91
3. ↑  G.J. Dodd, Notes relatives à l'histoire des arts dans les Pays-Bas, in: Revue d'histoire et d'archéologie, 1859, blz. 425, “ij L v Sch. vi D. gr.”
4. ↑  Ghislaine Derveaux-Van Ussel, Hans Nieuwdorp & J. Steppe, Retabels, in: Openbaar Kunstbezit, 17e jaargang, 1979, blz. 31
5. ↑  Politie neemt gestolen kunst in beslag, De Standaard, 25 november 2019
6. ↑  Alex. Pinchart, Archives des Arts, des Sciences et des Lettres, in: Messager des sciences historiques, ou archives des arts et de la bibliographie de Belgique, Vanderhaeghen, Gent, 1858, blz. 91
7. ↑  G.J. Dodd, Notes relatives à l'histoire des arts dans les Pays-Bas, in: Revue d'histoire et d'archéologie, 1859, blz. 426-427
8. ↑  G.J. Dodd, Notes relatives à l'histoire des arts dans les Pays-Bas, in: Revue d'histoire et d'archéologie, 1859, blz. 427-428

- RKD-Nederlands Instituut voor Kunstgeschiedenis: 134862